# Chloë Grace Moretz
Chloë Grace Moretz (Atlanta, Georgia, 1997. február 10. –) amerikai színésznő, modell.

## Fiatalkora
Atlantában született, német származású édesapja plasztikai sebészként, édesanyja pedig nővérként dolgozik. Négy bátyja van, Brandon, Trevor, Colin és Ethan. 2001-ben New Yorkba költözött Trevorral és édesanyjával, Terrivel, mivel felvételt nyert a Professional Performing Arts Schoolba. Karrierje igazán csak Los Angelesbe költözésekor, 2003-ban indult be.

## Karrierje
Első szerepét hétévesen vállalta el az Őrangyal című televíziós sorozatban. Első filmszerepe a Heart of the Beholder című 2005-ös drámában volt. Az igazi áttörést 2005-ben A rettegés háza című filmben nyújtott alakításával érte el. Ugyanebben az évben a Halálod napja című akciófilmben volt egy kisebb szerepe. 2006-ban szerepelt a Gagyi mami 2. című vígjátékban. 2007-ben a Született feleségek szereplőgárdáját gazdagította, mint Sherri Maltby, illetve a Míg felkel a nap című filmben is játszhatott.
2008-ban a The Third Nailben, A szemben, emellett az Édes, drága titkainkban is feltűnt néhány epizód erejéig. Hangját kölcsönözte pár Micimackó-mesében Darby hangját és a Volt című animációs filmben Penny hangját.
2009-ben az 500 nap nyár című romantikus filmben a főszereplő húgát játszhatta el, Rachelt. De a 2010-ben megjelent, nagy sikerű képregény adaptáció, a HA/VER című akcióvígjáték még több elismerést és sikert hozott számára. A filmben Hit-girlt, Mindy McCreadyt alakította. Ugyanebben az évben az Egy ropi naplójában is szerepet kapott. Az Engedj Be! című filmben pedig, Chloe Abbyt, a fiatal vámpírlányt alakította.
2011-ben főszerepet kapott a Hick című filmben, melyet az öt Oscar-díjas (Legjobb operatőr; Legjobb látványtervezés; Legjobb vizuális effektusok; Legjobb hangvágás; Legjobb hangkeverés) A leleményes Hugo főszerepe követett. Ezeket a sikerprodukciókat a Texas gyilkos földjén című mozi előzte meg, melyet 2012 januárjában mutattak be hazánkban.
2012-ben az Éjsötét árnyék Carolynként remekel, olyan színészek mellett, mint Johnny Depp, Helena Bonham Carter, Eva Green vagy Michelle Pfeiffer.
2013 is tartogatott számára filmeket, ezek a Movie 43: Botrányfilm, a Carrie és a HA/VER 2..
2014-ben elég sok filmben szerepet kapott: A Későnérők című romantikus vígjátékban Sam Rockwell-lel és Keira Knightley-val, a Muppet-krimi: Körözés alatt című filmben, a Sils Maria felhői c. drámában, a nagyon sikeres Ha maradnék c. könyvből vászonra vitt drámában és A védelmező című akciófilmben. 2016-ban Az 5. hullám című akciófilmben kapott főszerepet, Cassie szerepében.

## Magánélete
A 2024-es amerikai elnökválasztás idején nyíltan vállalta leszbikusságát, mikor kijelentette, hogy Kamala Harrisre fog szavazni.

## Filmográfia

### Film
| Év   | Magyar cím                     | Eredeti cím                      | Szerep                          | Magyar hang     |
| ---- | ------------------------------ | -------------------------------- | ------------------------------- | --------------- |
| 2005 |                                | Heart of the Beholder            | Molly                           |                 |
| 2005 | A rettegés háza                | The Amityville Horror            | Chelsea Lutz                    | Kántor Kitty    |
| 2005 | Halálod napja                  | Today You Die                    | Kórházi lány                    | Kántor Kitty    |
| 2006 | Gagyi mami 2.                  | Big Momma's House 2              | Carrie Fuller                   | Kántor Kitty    |
| 2006 |                                | Wicked Little Things             | Emma                            |                 |
| 2006 |                                | Room 6                           | Melissa Norman                  |                 |
| 2007 |                                | The Third Nail                   | Hailey Deonte                   |                 |
| 2007 | Míg felkel a nap               | Hallowed Ground                  | David Benullo                   | Talmács Márta   |
| 2008 |                                | The Poker House                  | Cammie                          |                 |
| 2008 | Volt                           | Bolt                             | fiatal Penny (hangja)           | Kardos Eszter   |
| 2008 | A szem                         | The Eye                          | Alicia Millstone                | Talmács Márta   |
| 2009 | 500 nap nyár                   | 500 Days of Summer               | Rachel Hansen                   | Pekár Adrienn   |
| 2009 | Nem feledve                    | Not Forgotten                    | Toby Bishop                     |                 |
| 2010 | HA/VER                         | Kick-Ass                         | Mindy Macready / Kis Dög        | Károlyi Lili    |
| 2010 | Egy ropi naplója               | Diary of a Wimpy Kid             | Angie Steadman                  | Pekár Adrienn   |
| 2010 | Az égig érő paszuly            | Jack and the Beanstalk           | Jillian                         | Pekár Adrienn   |
| 2010 | Engedj Be!                     | Let Me In                        | Abby                            | Laudon Andrea   |
| 2011 | A leleményes Hugo              | Hugo                             | Isabelle                        | Nagy Blanka     |
| 2011 | Texas gyilkos földjén          | Texas Killing Fields             | Kis Ann Sliger                  | Mánya Zsófia    |
| 2011 | Hick                           | Hick                             | Luli McMullen                   | Pekár Adrienn   |
| 2012 | Éjsötét árnyék                 | Dark Shadows                     | Carolyn Stoddard                | Csifó Dorina    |
| 2013 | Carrie                         | Carrie                           | Carrie White                    | Csifó Dorina    |
| 2013 | HA/VER 2.                      | Kick-Ass 2                       | Mindy Macready / Kis Dög        | Czető Zsanett   |
| 2013 | Movie 43: Botrányfilm          | Movie 43                         | Amanda                          | Pekár Adrienn   |
| 2014 | A védelmező                    | The Equalizer                    | Alina / Teri                    | Lamboni Anna    |
| 2014 | Muppet-krimi: Körözés alatt    | Muppets Most Wanted              | újságos (hangja)                | Pekár Adrienn   |
| 2014 | Későnérők                      | Laggies                          | Annika                          | Kántor Kitty    |
| 2014 | Sils Maria felhői              | Clouds of Sils Maria             | Jo-Ann Ellis                    | Berkes Boglárka |
| 2014 | Ha maradnék                    | If I Stay                        | Mia Hall                        | Csuha Borbála   |
| 2014 | Kaguya hercegnő története      | The Tale of the Princess Kaguya  | Kaguya Houraisan (angol hangja) | Vági Viktória   |
| 2015 | Sötét helyek                   | Dark Places                      | Diondra fiatalon                | Csifó Dorina    |
| 2016 | Az 5. hullám                   | The 5th Wave                     | Cassie Sullivan                 | Csuha Borbála   |
| 2016 | Rossz szomszédság 2.           | Neighbors 2: Sorority Rising     | Shelby                          | Csifó Dorina    |
| 2016 | Lángoló agy                    | Brain on Fire                    | Susannah Cahalan                | Csifó Dorina    |
| 2017 |                                | I Love You, Daddy                | China Topher                    |                 |
| 2017 | Novemberi gyilkosság           | November Criminals               | Phoebe Zeleny                   | Csifó Dorina    |
| 2018 | Cameron Post rossz nevelése    | The Miseducation of Cameron Post | Cameron Post                    | Staub Viktória  |
| 2018 | Sóhajok                        | Suspiria                         | Patricia Hingle                 | Staub Viktória  |
| 2018 | Ördögi csapda                  | Greta                            | Frances McCullen                | Károlyi Lili    |
| 2019 | A hercegnő és a hét törpe      | Red Shoes and the Seven Dwarfs   | Hófehérke (hangja)              | Csifó Dorina    |
| 2019 | Addams Family – A galád család | The Addams Family                | Wednesday Addams (hangja)       | Csifó Dorina    |
| 2020 | Árny a felhők között           | Shadow in the Cloud              | Maude Garrett légitiszt         | Csifó Dorina    |
| 2021 | Tom és Jerry                   | Tom & Jerry                      | Kayla Montgomery                | Mentes Júlia    |
| 2021 | Addams Family 2.               | The Addams Family 2              | Wednesday Addams (hangja)       | Csifó Dorina    |
| 2021 | Anya kontra androidok          | Mother/Android                   | Georgia                         | Csuha Borbála   |
| 2023 | Nimona                         | Nimona                           | Nimona (hangja)                 | Csifó Dorina    |

### Televízió

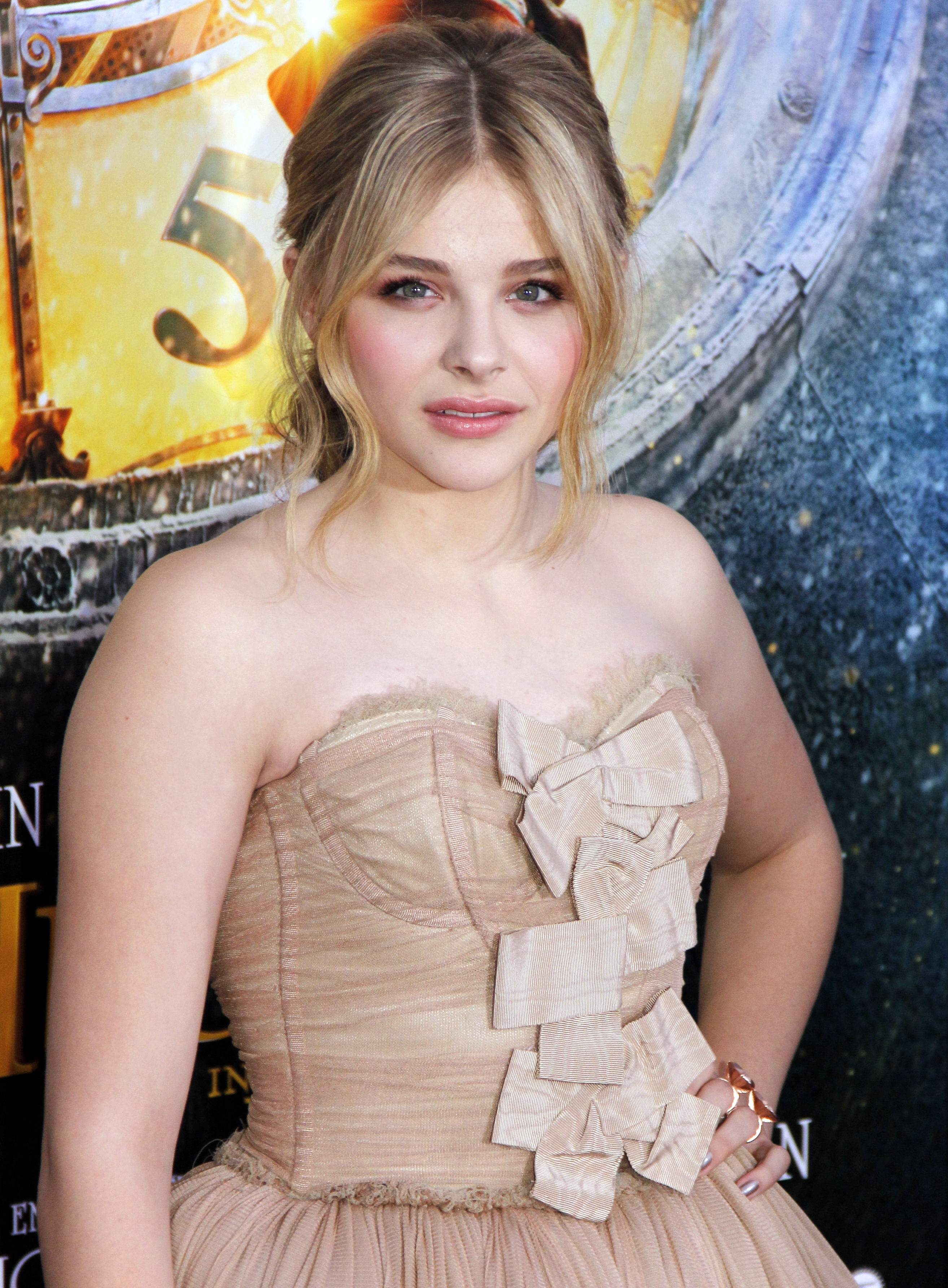
A leleményes Hugo New York-i premierjén, 2011 novemberében

| Év        | Magyar cím                    | Eredeti cím              | Szerep           | Megjegyzések |
| --------- | ----------------------------- | ------------------------ | ---------------- | ------------ |
| 2004      | Őrangyal                      | The Guardian             | Violet           | 2 epizód     |
| 2005      | Az álcsalád                   | Family Plan              | Charlie          | tévéfilm     |
| 2005      | A nevem Earl                  | My Name Is Earl          | Candy Stoker     | 1 epizód     |
| 2006      | Király suli                   | The Emperor's New School | Furi (hangja)    | 1 epizód     |
| 2006–2007 | Született feleségek           | Desperate Housewives     | Sherri Maltby    | 2 epizód     |
| 2007      | A kúra                        | The Cure                 | Emily            | tévéfilm     |
| 2007–2008 | Édes, drága titkaink          | Dirty Sexy Money         | Kiki George      | 7 epizód     |
| 2007–2010 | Barátaim: Tigris és Micimackó | My Friends Tigger & Pooh | Darby (hangja)   | 87 epizód    |
| 2010      | A stúdió                      | 30 Rock                  | Kaylie Hooper    | 3 epizód     |
| 2013      | Amerikai fater                | American Dad!            | Honey (hangja)   | 1 epizód     |
| 2015      | Mickey egér játszótere        | Mickey Mouse Clubhouse   | Boodles (hangja) | 1 epizód     |
| 2022      | A periféria                   | The Peripheral           | Flynne Fisher    | 8 epizód     |

### Videóklipek
| Év   | Előadó                              | Cím                |
| ---- | ----------------------------------- | ------------------ |
| 2010 | The Soft Pack                       | Answer to Yourself |
| 2011 | Best Coast                          | Our Deal           |
| 2011 | Dionne Bromfield featuring Mz Bratt | Ouch               |

## Díjak és jelölések
MTV Movie & TV Awards
- legjobb hős – HA/VER (2011)
- legjobb feltörekvő színész – HA/VER (2011)
- MTV Movie Award a legjobb fiatal színésznek|legjobb fiatal színész – HA/VER 2. (2014)

People’s Choice Awards
- kedvenc 25 éven aluli szereplő – A leleményes Hugo (2012)
- legjobb drámai alakítás

Szaturnusz-díj
- legjobb fiatal színész – Engedj be! (2011)
- legjobb fiatal színész – Carrie (2014)

Teen Choice Awards
- legjobb drámai alakítás – Ha maradnék (2015)
- legjobb komikus alakítás – Rossz szomszédság 2. (2015)

## Fordítás
- Ez a szócikk részben vagy egészben  a   Chloë Grace Moretz című angol Wikipédia-szócikk ezen változatának fordításán alapul.  Az eredeti cikk szerkesztőit annak laptörténete sorolja fel. Ez a jelzés csupán a megfogalmazás eredetét és a szerzői jogokat jelzi, nem szolgál a cikkben szereplő információk forrásmegjelöléseként.